# Злагна (Караш-Северин)
Злагна (рум. Zlagna) насеље је у Румунији у округу Караш-Северин у општини Турну Руени. Oпштина се налази на надморској висини од 286 m.

## Прошлост
Аустријски царски ревизор Ерлер је 1774. године констатовао да место "Слакна" припада Тамишког округу, Карансебешког дистрикта. Село има милитарски статус а становништво је било претежно влашко.

## Становништво
Према подацима из 2002. године у насељу је живело 351 становника, од којих су сви румунске националности.